# Tragpflug

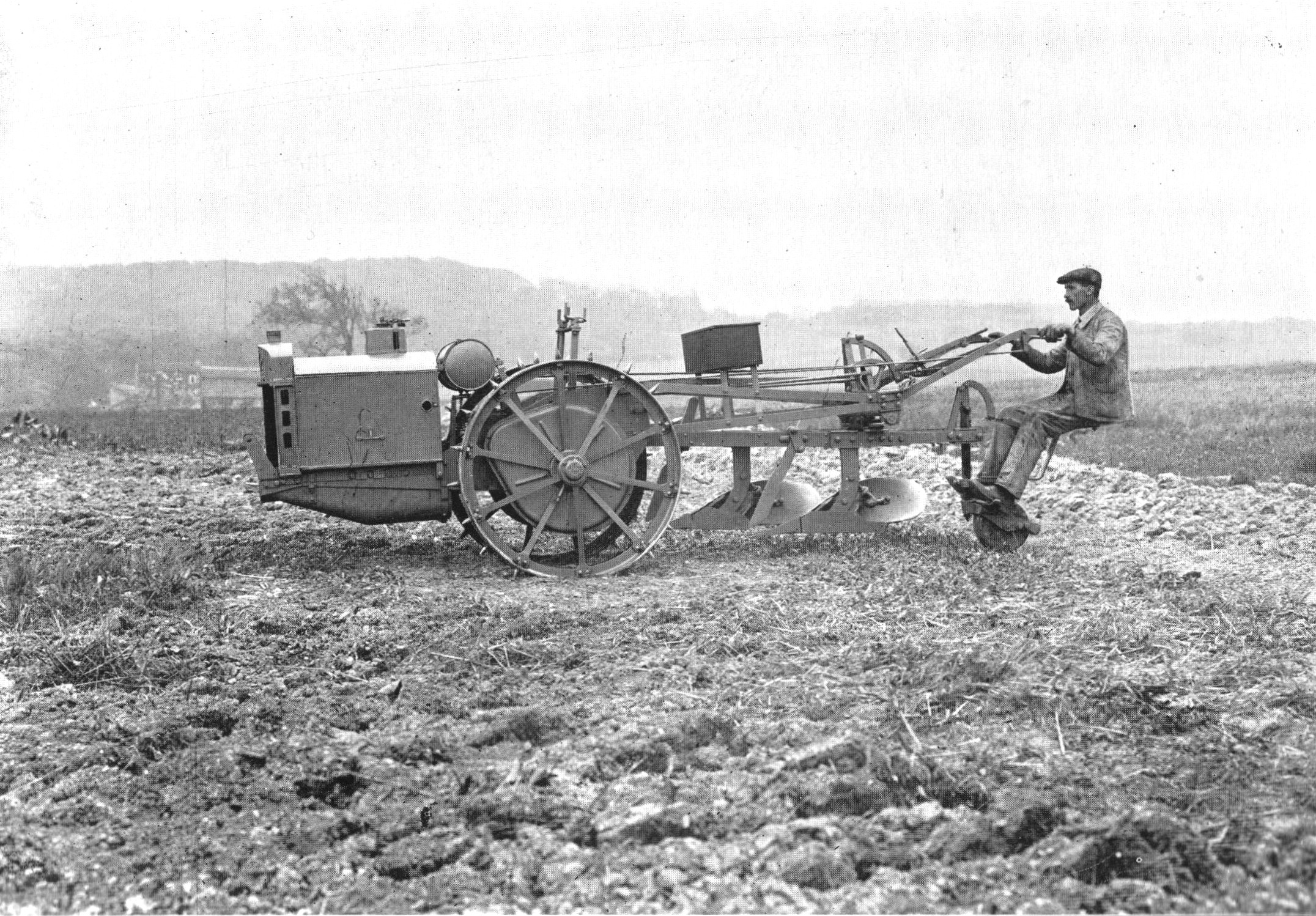
Fowler Tragpflug aus England.

Ein Tragpflug (auch Motortragpflug oder kurz Motorpflug genannt) ist ein mit Verbrennungsmotor bewegter Maschinenpflug. Die Bezeichnung „Tragpflug“ leitet sich von der Gesamtkonstruktion ab, bei der der Motor vorne und die Pflugscharen mit Stützrad hinten so ausbalanciert sind, dass der Schwerpunkt des Geräts genau in der Mitte über den Antriebsrädern liegt. Dadurch tragen die beiden Antriebsräder nahezu das gesamte Gewicht der Maschine, was die Antriebskraft optimal auf den Boden überträgt. Gleichzeitig wird das hintere Stützrad nur gering belastet und kann ohne großen Kraftaufwand gelenkt werden.

## Technik
Das Fahrgestell eines Tragpfluges besteht aus einem dreieckigen, häufiger auch einem trapezförmigen Rahmen, dessen Spitze bzw. schmalere Seite nach hinten zeigt. Die nicht steuerbare angetriebene Vorderachse hat zwei Eisenräder mit großem (bis über 2 m) Durchmesser, das lenkbare Stützrad am Hecksporn hat einen vergleichbar kleinen Durchmesser. Unten am Rahmen sind die Pflugscharen (ursprünglich meist drei bis sechs) angebracht. Der Motor sitzt sehr weit vor der Vorderachse und ist so platziert, dass er ein Gegengewicht gegen den Rahmen mit Pflugscharen bildet, um ein zu tiefes Einsinken der Pflugscharen im Boden zu verhindern. Der Fahrer und Bediener des Tragpfluges sitzt erhöht hinter der Antriebsachse, manchmal auch sehr weit hinten über dem Spornrad: in letzterer Position kann er das Wirken der vor ihm befindlichen Pflugscharen beim Fahren problemlos kontrollieren. Der Rahmen ist über verschiedene Mechanismen – je nach Hersteller – in der Höhe verstellbar, um dem Bedarf entsprechend die Pflugtiefe regeln zu können.

Tragpflug der Stock-Motorpflug AG
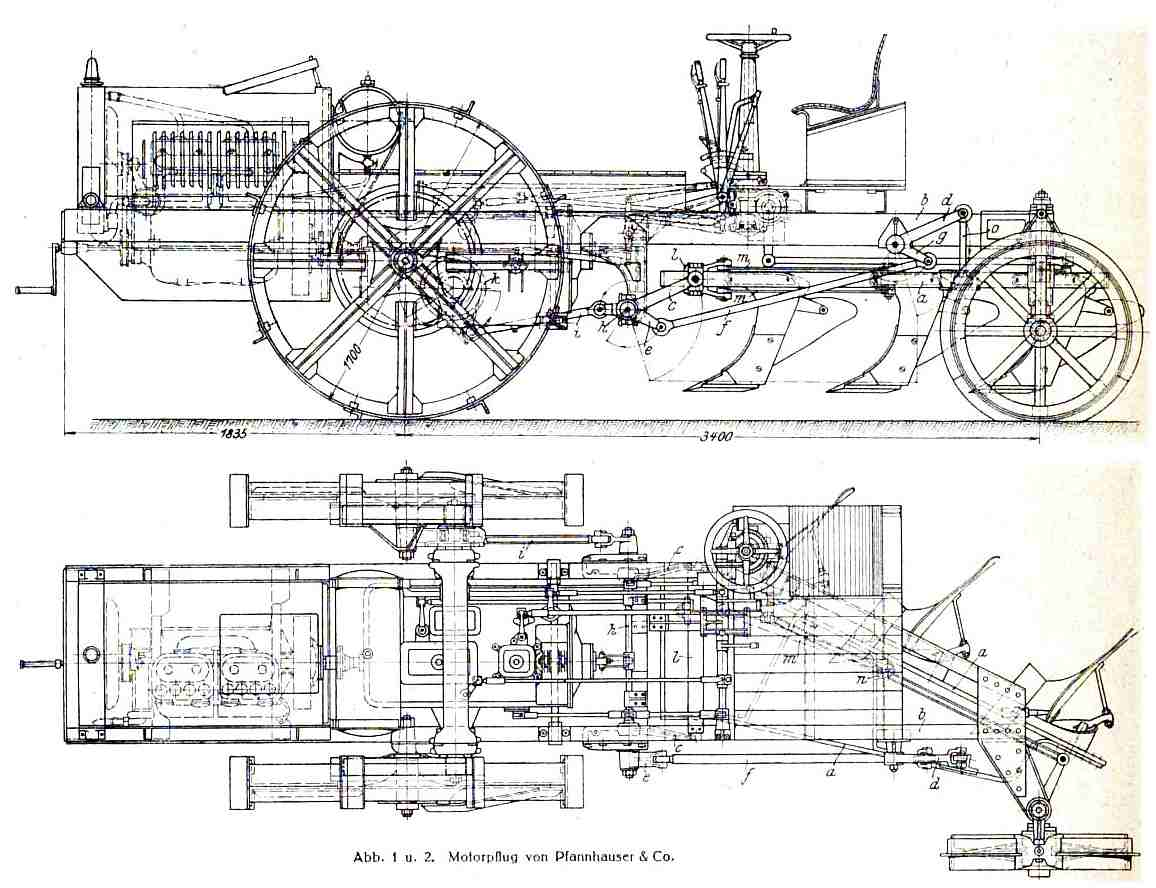
Pfannhauser Tragpflug
Fowler Tragpflug

## Geschichte
Als Erfinder des Tragpfluges gilt Robert Stock (1858–1912), gelernter Schlosser und Autodidakt in verschiedenen Bereichen. Die Beobachtung von Lokomobilen mit Kippflügen im Zweimaschinensystem brachte ihn auf die Idee, dieses aufwendige Verfahren durch ein selbstfahrendes Bodenbearbeitungsgerät zu ersetzen. Eine erste Versuchskonstruktion erfolgte 1907, und 1909 gründete Robert Stock, der sich seine Erfindung hatte patentieren lassen, die R. Stock-Motorpflug-AG zur Massenproduktion. Bis zum Tod von Stock im Jahr 1912 wurden bereits 360 Stock-Tragpflüge verkauft.
Ein weiterer bedeutender Tragpflughersteller war die Hanomag in Hannover-Linden, die ab 1912 Tragpflüge in großen Stückzahlen baute. Darüber hinaus gab es folgende kleinere Hersteller von Tragpflügen:
- Flader in Jöhstadt, 1920–1929[5]
- Gothaer Waggonfabrik in Gotha, 1920–1925[6]
- Körting in Hannover, 1919–1924[7]
- Komnick in Elbing, 1911–1924[8]
- Kyffhäuserhütte in Artern, 1912–1927[9]
- Staatliches Preußisches Hüttenamt Malapane, 1918–1922[10]
- MAN in Nürnberg, 1921–1924[11]
- Maschinen-Centrale Landmaschinenfabrik AG in Rathenow, 1911–1913[12]
- Pöhl in Gößnitz (Thüringen), 1910–1925[13]
- Schwäbische Hüttenwerke (SHW) in Böblingen, 1912–1915[14]
- Starke & Hoffmann in Hirschberg, später Breslau und Hannover, 1919–1925[15]
- Scheffeldt in Coburg, 1914–1920[16]
- Schmotzer in Bad Windsheim, 1924[17]
- Vogeler in Berlin-Moabit, ca. 1919–1924[18]

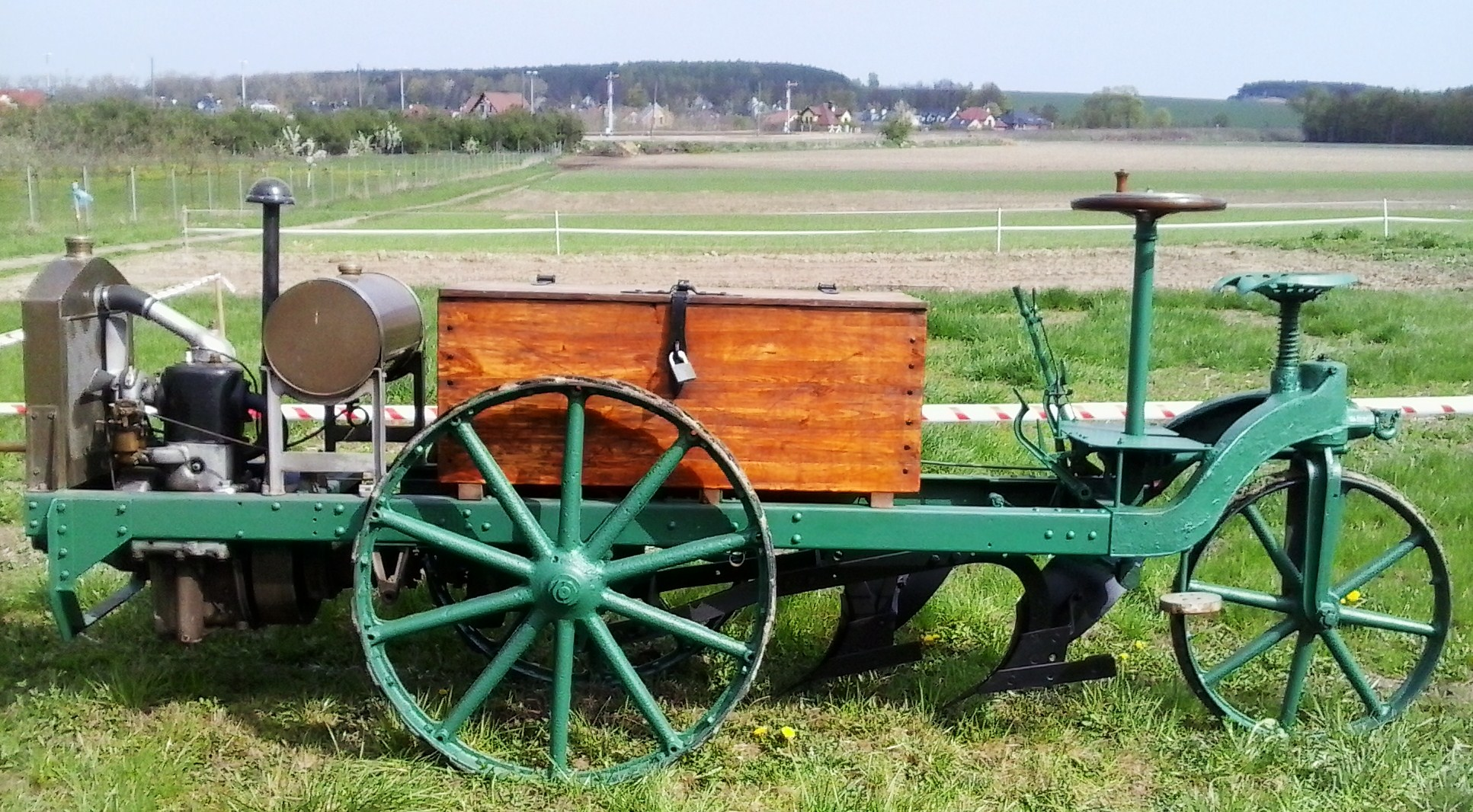
Praga Tragpflug Typ X (1918), Landwirtschaftsmuseum Marienberg Kr. Posen (poln. Szreniawa).
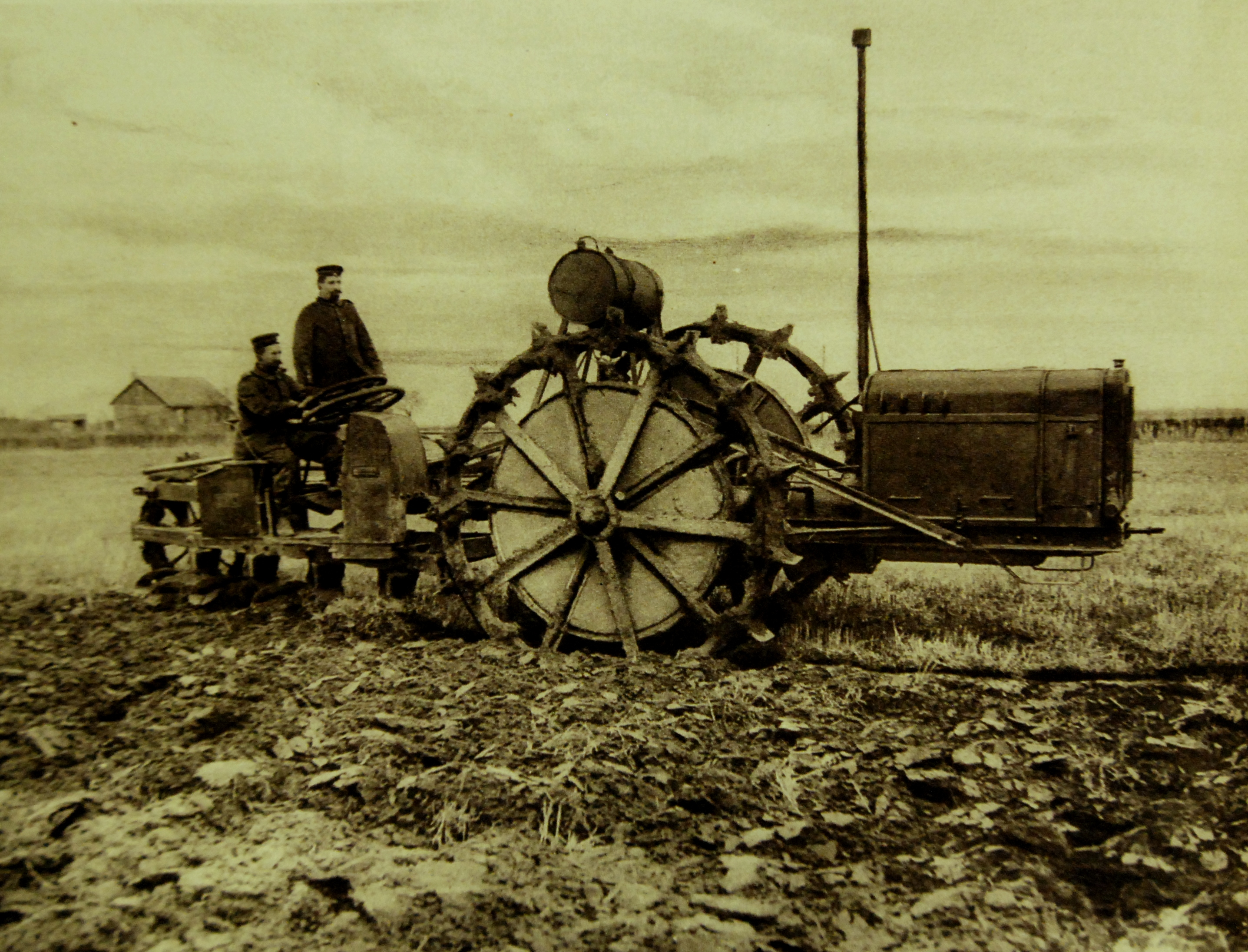
Tragpflug bei Feldarbeiten in Nordfrankreich im 1. Weltkr.
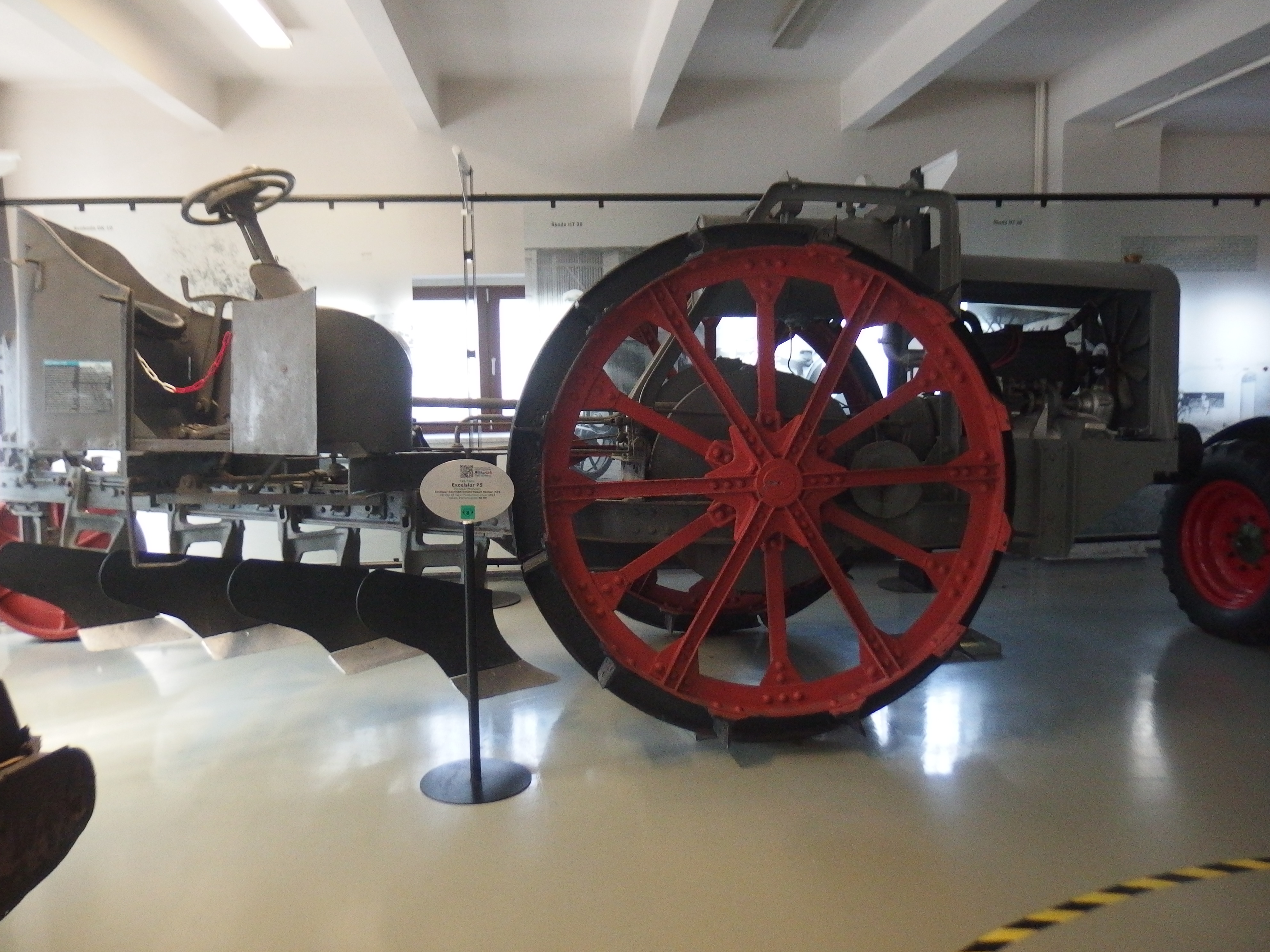
Tragpflug Modell  Laurin & Klement Excelsior 5P aus Böhmen.
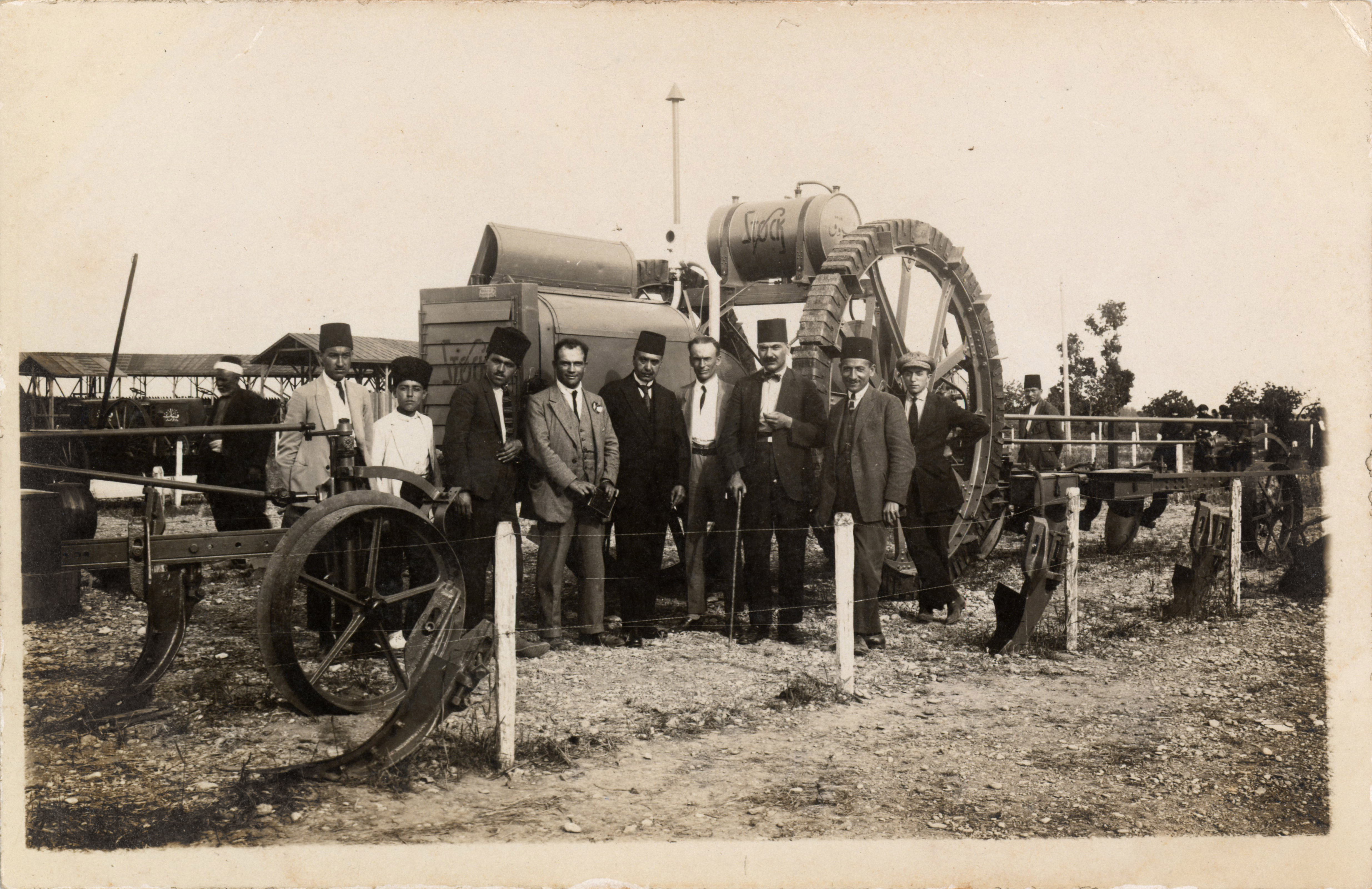
Stock Motorpflug in der Türkei.

Opel baute 1912 einen Prototyp, der aber nicht in Serie ging, ebenso versuchten sich einige andere kleinere Hersteller. In Österreich-Ungarn wurden Tragpflüge bei den Firmen Laurin & Klement in Jungbunzlau und Praga in Prag sowie bei Raba in Raab als Lizenzprodukte deutscher Firmen gebaut. Fowler in Leeds (Großbritannien) baute den "Wyles Plough" in mehreren Varianten: Einen 2- bis 6-scharigen Tragpflug, von Januar 1914 bis etwa 1920 in ca. 200 Stück. Andere ausländische Lizenznehmer sind nicht bekannt. Die Pflüge wurden bis zum Beginn des Ersten Weltkrieges in alle Welt exportiert. Während des Krieges wurden sie auch an das deutsche Heer geliefert, das die Pflüge brauchte, um Ackerland in der Etappe, dessen Eigentümer geflohen oder verschleppt worden waren, zu bestellen; infolgedessen befanden sich ab 1915/16 in den Kraftfahrzeugparks der Etappeninspektionen regelmäßig auch Tragpflüge. Nach Kriegsende mussten aufgrund des Versailler Diktatfriedens vor allem von den großen Herstellern Stock und Hanomag zahlreiche Tragpflüge als Reparationen vor allem an Frankreich und Belgien geliefert werden, wo sie noch lange in der Landwirtschaft dienten.
Während die bis 1919 gebauten Tragpflüge meist relativ starke Motoren (Leistung 40 bis 80 PS) hatten, bauten viele Hersteller ab den 1920er Jahren kleinere Tragpflüge mit nur einer oder zwei Pflugscharen und einer Motorleistung von etwa 20 bis 30 PS.
Einer für das Jahr 1924 erstellten Untersuchung über die Bewährung, Eignung und Verteilung der Motorpflüge in der deutschen Landwirtschaft können wir entnehmen, dass es damals rund 7000 Motorpflüge, Traktoren, Fräsen und ähnliche Fahrzeuge mit Verbrennungsmotoren in der Landwirtschaft gab. Hierbei machten die Tragpflüge etwa 29 % des Bestandes an landwirtschaftlich genutzten Kraftfahrzeugen aus. Die örtliche Verteilung der einzelnen Marken erfolgte sehr stark nach regionalen Prinzipien: So finden wir Komnick (Elbing) vor allem in Ost- und Westpreußen vertreten, Stock (Berlin) in Brandenburg, der Provinz Sachsen und in Mecklenburg, MAN in Bayern. Tragpflüge waren in der Masse auf landwirtschaftlichen Gütern mit 100 bis 500 Hektar und darüber, also relativ großen Gütern, eingesetzt. An Reparaturkosten hatten die Halter im Jahr im Schnitt 351 Mark für ihren Tragpflug aufgewendet: Das war zwar teurer als für einen normalen Radtraktor (270 Mark), aber weniger als für einen Raupenschlepper (648 Mark), Seilpflug (757 Mark) oder eine Motorfräse (545 Mark).
In den frühen 1920er Jahren betrug die Produktion von Tragpflügen mehrere hundert Stück im Jahr. In den Folgejahren ging der Verkauf und damit auch die Neuanfertigung immer mehr zurück: Der Radtraktor war billiger in der Anschaffung und im Unterhalt und vielseitiger einsetzbar. Die letzten Tragpflüge stellte Stock im Jahr 1934 her.

## Patent-Informationen
Es gibt folgende Patente zu Trag- und Motorpflügen:
- Patent  CH59057A: Mit Explosionsmotor betriebener Pflug. Angemeldet am 12. November 1909, veröffentlicht am 16. Mai 1911, Erfinder: Robert Stock.‌
- Patent  CH58150A: Scharanordnung an Pflügen, insbesondere an Motorpflügen. Angemeldet am 25. Juli 1911, veröffentlicht am 17. Februar 1913, Erfinder: Robert Stock.‌
- Patent  CH77622A: Motorpflug mit gegenüber dem Lenkrad in der Höhe einstellbarem Pflugrahmen. Angemeldet am 1. Oktober 1917, veröffentlicht am 1. Mai 1918, Anmelder: Stock Motorpflug Aktiengesellschaft (Berlin).‌
- Patent  DE308323C: Motortragpflug. Angemeldet am 10. März 1917, veröffentlicht am 11. Oktober 1918, Erfinder: Otto Pfannhauser (Wien).‌
- Patent  AT78577B: Motorpflug. Angemeldet am 4. März 1916, veröffentlicht am 10. Oktober 1919, Erfinder: Aage Alfons Jacobsen (Kopenhagen).‌
- Patent  DE323614C: Motorackergeraet, besonders Motortragpflug mit angetriebener Vorderkarre. Angemeldet am 7. November 1915, veröffentlicht am 30. Juli 1920, Erfinder: Rudolf Bernstein (Halle a.d. Saale).‌